# Wolfgang Blösel
Wolfgang Blösel (* 15. Oktober 1969 in Hadamar) ist ein deutscher Althistoriker.
Wolfgang Blösel wuchs in dem Hadamarer Stadtteil Niederzeuzheim auf. 1989 erwarb er an der Fürst-Johann-Ludwig-Schule seiner Heimatstadt das Abitur. Nach dem Studium der Geschichte, Klassischen Philologie, Ägyptologie und Assyriologie in Heidelberg von 1990 bis 1997 (unterbrochen von einem Auslandsstipendium an der Universität Oxford 1993/94) wurde Blösel dort im Sommersemester 1997 mit einer von Fritz Gschnitzer betreuten und 2004 veröffentlichten Arbeit über Themistokles bei Herodot promoviert. Anschließend war er 1997/98 Wissenschaftliche Hilfskraft an der TU Dresden und im SFB 537 Geschichtlichkeit und Institutionalität. Im Jahr 1999 war er Forschungsstipendiat der Gerda Henkel Stiftung. Von 1999 bis 2006 war Blösel Wissenschaftlicher Assistent von Egon Flaig am damaligen Lehrstuhl für Alte Geschichte an der Universität Greifswald. Nach der Abwicklung des Greifswalder Lehrstuhls war Blösel bis 2010 Mitarbeiter des von Karl-Joachim Hölkeskamp geleiteten DFG-Projekts „Die außerordentlichen Imperien der römischen Republik“ an der Universität zu Köln, wo er sich 2010 mit Studien zur Demilitarisierung der römischen Nobilität für Alte Geschichte habilitierte. Die Habilitationsschrift blieb unveröffentlicht. Im Wintersemester 2010/11 vertrat er an der Universität Düsseldorf die Professur für Alte Geschichte und anschließend eine Akademische Ratsstelle. Zum Wintersemester 2011/12 wurde Blösel als Professor für Alte Geschichte an die Universität Kassel berufen; bereits zum Sommersemester 2012 wechselte er an die Universität Duisburg-Essen auf den dortigen Lehrstuhl für Alte Geschichte.
Schwerpunkte von Blösels Forschung sind Oligarchien und Demokratien in der griechischen Klassik sowie die Römische Republik, dabei besonders Innenpolitik und Geschichtsschreibung.

## Schriften (Auswahl)
Monographien
- Die römische Republik. Forum und Expansion. C.H. Beck, München 2015, ISBN 978-3-406-67413-6.
- Themistokles bei Herodot: Spiegel Athens im fünften Jahrhundert. Studien zur Geschichte und historiographischen Konstruktion des griechischen Freiheitskampfes 480 v. Chr. (= Historia-Einzelschriften Band 183). Steiner, Stuttgart 2004, ISBN 3-515-08533-5.

Herausgeberschaften
- mit Karl-Joachim Hölkeskamp: Von der militia equestris zur militia urbana. Prominenzrollen und Karrierefelder im antiken Rom: Beiträge einer internationalen Tagung vom 16. bis 18. Mai 2008 an der Universität zu Köln. Steiner, Stuttgart 2011, ISBN 978-3-515-09686-7.
- mit Markus Bernhardt, Stefan Brakensiek und Benjamin Scheller: Möglichkeitshorizonte. Zur Pluralität von Zukunftserwartungen und Handlungsoptionen in der Geschichte. Campus, Frankfurt / New York 2018, ISBN 978-3-593-50807-8.